# Monzón
Monzón este un oraș cu 17,115 loc. (în 2010) și pe cursul râului Cinca. Este o localitate în Spania în comunitatea Aragon în provincia Huesca.

## Monumente
- Castelul templierilor.

## Orașe înfrățite
Sunt 2 orașe înfrățite cu Monzón:
- Barcelona, Spania
- Muret, Franța

1. ↑  Nomenclátor Geográfico de Municipios y Entidades de Población (20240402 edition)
2. ↑   https://datos.gob.es/es/catalogo/a02002834-nomenclator-ano-20147 Lipsește sau este vid: |title= (ajutor)